# Csíkzsögöd

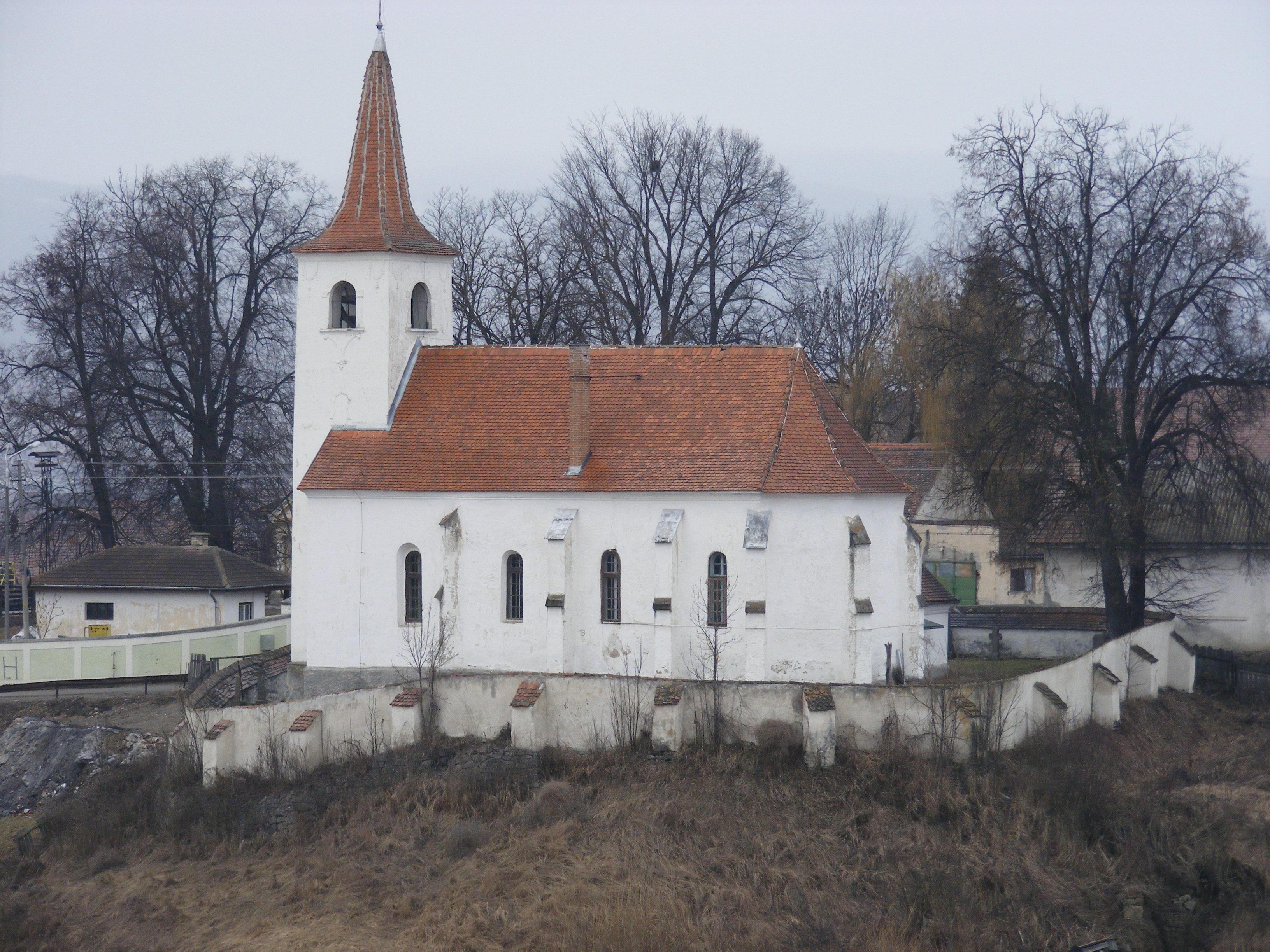
A csíkzsögödi római katolikus templom.

Csíkzsögöd (vagy Zsögöd, románul: Jigodin) Csíkszereda településrésze Romániában, Hargita megyében. Az 1930-óta Csíkszeredához tartozó település ismert gyógyfürdőhely.

## Fekvése
Csíkszereda déli külvárosa a Fitód-patak partján fekszik.  Az Olt a Zsögödi-szorosnál hagyja el a Középcsíki-medencét.

## Nevének eredete
Neve a régi magyar ság (= domb, – zsomp)  főnév származéka.

## Története

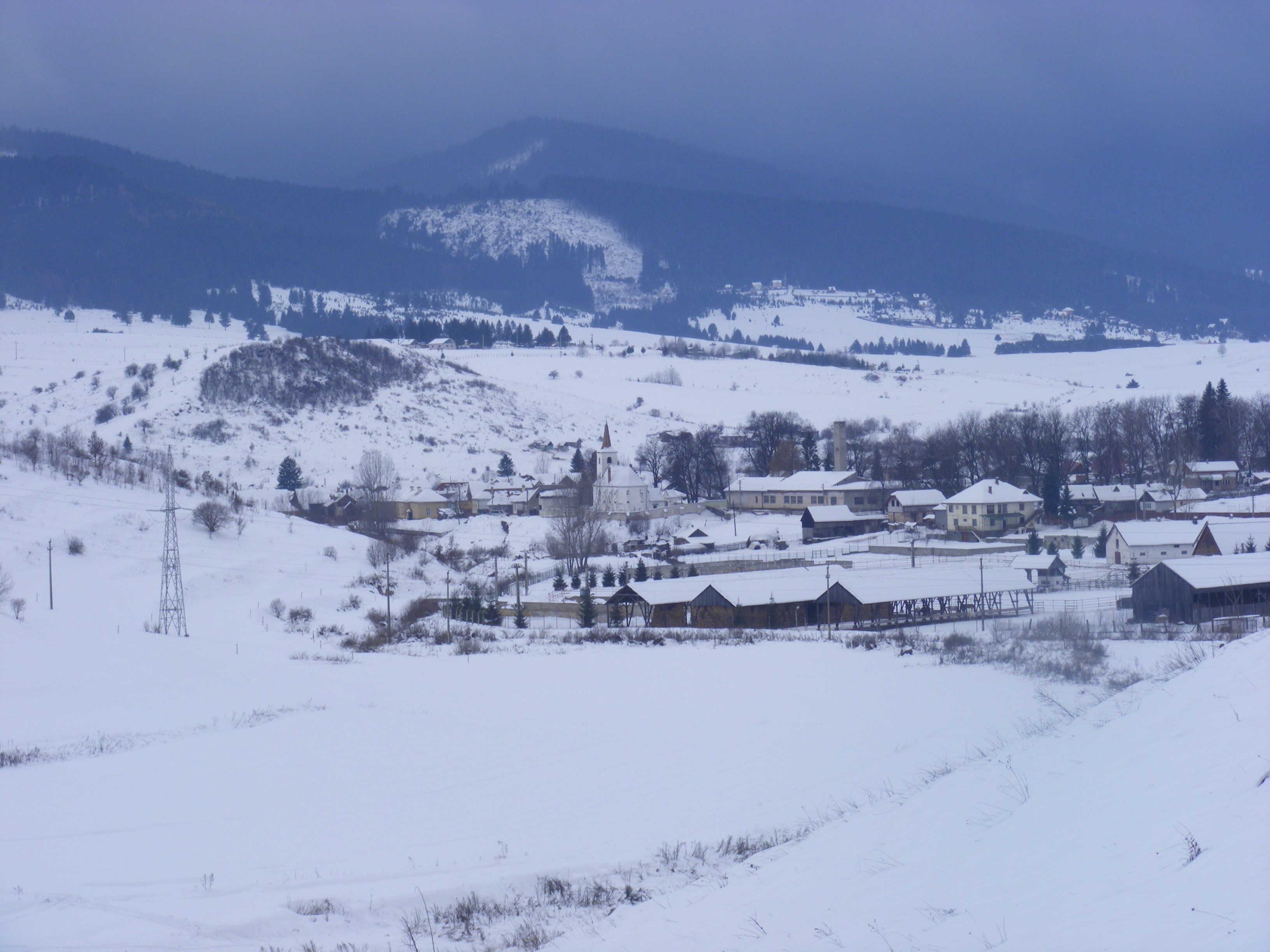
Zsögöd télen

A Csíkzsögöd (Zsögöd) és környéke már a bronzkorban is lakott hely volt. E településről kapta nevét az úgynevezett zsögödi kultúra is. Később a korai vaskor emberei is várakat építettek itt maguknak.
A faluval szemben az Olt partján emelkedő dombon, melyet Kisvártetőnek neveznek dák vár nyomai látszanak. Az Olt jobb partján nyíló Rejtekvölgy végénél levő kerek dombon egy másik, dák kori vár is állt, amely azonban napjainkban csak nyomaiban maradt fenn.
Zsögöd 1332-ben már valószínűleg létezett Csíkszentlélekkel együtt, ugyanis Zsögöd Szentlélek egyházmegyéjéhez (községéhez) tartozott. A település keletkezése a 12-13. századra tehető.
A település nevét 1539-ben említették először, a következő adat pedig 1567 évi adóösszeírásban maradt fenn, mely évben Zsögödön és Martonfalván 20 kaput adóztak.
Az 1614 évi összeíráskor Zsögödön 1 nemest, 19 lófőt, 19 gyalogrendűt, 14 szabadost, 2 "ős"jobbágyot és 8 "fejekötött" jobbágyot és 16 zsellért írtak össze, melyhez még 5 máshonnanjött "külső szolga". Összesen 81 nagyrészt családfő férfi.
A falunak 1910-ben 1213 magyar lakosa volt. A trianoni békeszerződésig Csík vármegye Felcsíki járásához tartozott.

## Látnivalók
- Római katolikus temploma a 15. században épült gótikus stílusban a Szentháromság tiszteletére, 1707-ben barokk stílusban átalakították, tornya 1800-ban épült. Mária-szobra a csíksomlyóival egykorú, 1520 körül készült.
- A Mikó-udvarház a 19. század elején épült neoklasszikus-empire stílusban.
- Csíkzsögöd borvízforrásai
- Csihányos

## Híres emberek
- Itt született Nagy Imre (1893–1976) festőművész, emlékmúzeuma szülőházában van.
- Itt született Kozán Imre (1897–1984) agrármérnök, mezőgazdasági szakíró.
- Itt született Józsa Imre (1948. január 6.–) mérnök, műszaki szakíró.

## Lásd még
- Zsögödfürdő